# Pasmowa teoria przewodnictwa
Pasmowa teoria przewodnictwa elektrycznego – kwantowomechaniczna teoria opisująca przewodnictwo elektryczne. W przeciwieństwie do teorii klasycznej punktem wyjścia w tej teorii jest statystyka Fermiego-Diraca i falowa natura elektronów. Najważniejszym pojęciem tej teorii jest pasmo energetyczne, czyli przedział energii, jaką mogą posiadać elektrony w przewodniku. Istnienie ciągłego widma energetycznego jest związane z oddziaływaniem na siebie poszczególnych atomów (jest to zbiór bardzo blisko położonych widm liniowych), natomiast występowanie obszarów zabronionych wynika z warunków nakładanych na okresowość funkcji falowej elektronów.

## Energetyczny model pasmowy

Porównanie głównych modeli pasmowych (modelem pasmowym określa się uogólnioną interpretację poziomów energetycznych – właściwości elektronicznych ciał stałych)

Energetyczny model pasmowy jest używany w elektronice głównie do wyjaśniania przewodnictwa w ciałach stałych i niektórych ich własności. 
W atomie poszczególne elektrony mogą znajdować się w ściśle określonych, dyskretnych stanach energetycznych. Dodatkowo w ciele stałym atomy są ze sobą związane, co daje dalsze ograniczenia na dopuszczalne energie elektronów. Dozwolone poziomy energetyczne odizolowanych atomów na skutek oddziaływania z innymi atomami w sieci krystalicznej zostają przesunięte tworząc tzw. pasma dozwolone, tj. zakresy energii, jakie elektrony znajdujące się na poszczególnych orbitach mogą przyjmować; poziomy leżące poza pasmami dozwolonymi określane są pasmami zabronionymi.
Elektronika posługuje się zwykle uproszczonym modelem energetycznym, w którym opisuje się energię elektronów walencyjnych dwoma pasmami dozwolonymi:
1. pasmo walencyjne (pasmo podstawowe) – zakres energii, jaką mają elektrony walencyjne związane z jądrem atomu;
2. pasmo przewodnictwa – zakres energii, jaką mają elektrony walencyjne uwolnione z atomu, będące wówczas nośnikami swobodnymi w ciele stałym.

Dolna granica pasma przewodnictwa jest położona wyżej (wyższa energia) niż górna granica pasma walencyjnego (niższa energia). Przerwa energetyczna pomiędzy tymi pasmami jest nazywana pasmem zabronionym (wzbronionym) lub przerwą zabronioną (energia ta jest oznaczana symbolem Wg lub Bg, BG – od ang. band gap).
Żeby w danym materiale mógł płynąć prąd elektryczny muszą istnieć swobodne nośniki – pojawią się one, gdy elektrony z pasma walencyjnego przejdą do pasma przewodnictwa. Musi więc zostać z zewnątrz dostarczona energia co najmniej tak duża, jak przerwa zabroniona.
W przewodnikach metalicznych (np. miedź, aluminium itp.) nie ma pasma zabronionego (przerwy energetycznej). Może to wynikać z dwóch powodów:
- Pasmo walencyjne jest tylko częściowo zapełnione elektronami, mogą się one swobodnie poruszać, a więc pasmo walencyjne w przewodnikach pełni analogiczną rolę jak pasmo przewodnictwa w półprzewodnikach i izolatorach.
- Pasmo przewodnictwa i walencyjne zachodzą na siebie, toteż w tym wspólnym paśmie występuje dużo elektronów swobodnych i możliwy jest przepływ prądu.

Natomiast w materiałach izolacyjnych przerwa energetyczna jest bardzo duża (Wg rzędu 10 eV). Dostarczenie tak dużej energii zewnętrznej (napięcia) najczęściej w praktyce oznacza fizyczne zniszczenie izolatora.
Pośrednią grupą są półprzewodniki. Przerwa energetyczna w tych materiałach jest mniejsza niż 2 eV (obecnie 2 eV to jedynie wartość umowna, znane są półprzewodniki o większej przerwie energetycznej, np. fosforek indu lub węglik krzemu), toteż swobodne elektrony mogą pojawić się przy dostarczeniu względnie niskiego napięcia zewnętrznego lub pod wpływem promieniowania elektromagnetycznego.

## Graficzny opis pasm energetycznych w ciele stałym

### Przewodniki
W przewodnikach poziom Fermiego znajduje się w obszarze poziomu przewodnictwa, dzięki czemu elektrony przewodnictwa mogą swobodnie poruszać się w obrębie materiału (ponieważ łatwo mogą przechodzić do wyższego poziomu energetycznego)

### Izolatory (dielektryki)
Poziom Fermiego w izolatorach znajduje się w okolicy granicy pasma walencyjnego, a pasmo wzbronione jest szerokie. Powoduje to, że elektrony nie mogą łatwo zwiększać swojej energii (ponieważ najpierw muszą przeskoczyć do pasma przewodnictwa).

### Półprzewodniki samoistne
W półprzewodniku poziom Fermiego położony jest podobnie jak w przypadku izolatorów, jednak przerwa energetyczna (szerokość pasma wzbronionego) jest niewielka (umownie za półprzewodnik przyjmuje się ciało, w którym szerokość pasma wzbronionego jest mniejsza niż 2 eV). W półprzewodnikach samoistnych część elektronów przechodzi do pasma przewodnictwa dzięki energii termicznej lub np. wzbudzeń fotonowych. Przewodnictwo w półprzewodnikach samoistnych ma charakter pół na pół elektronowo-dziurowy.

### Półprzewodniki typu n
Jeżeli do półprzewodnika (będącego pierwiastkiem grupy 14) wprowadzimy pierwiastek z grupy 15 nadmiarowe elektrony w strukturze krystalicznej utworzą nowy poziom - poziom donorowy, który znajduje się tuż poniżej pasma przewodnictwa. Elektrony z poziomu donorowego niewielkim kosztem energetycznym mogą przenosić się do pasma przewodnictwa. W półprzewodnikach typu n główny wkład do przewodnictwa pochodzi od elektronów (ale efekty opisane dla samoistnych też grają role).

### Półprzewodniki typu p
Półprzewodnik typu p powstanie, jeżeli wprowadzimy domieszkę pierwiastka grupy 13. Tuż powyżej pasma walencyjnego pojawia się wówczas wolny poziom, zwany akceptorowym. Spontaniczne przejście elektronów na ten poziom powoduje powstawanie dziur, które są nośnikiem dominującym.